# Concepción Rodríguez Jiménez
Concepción Rodríguez Jiménez  (Veracruz, 3 de octubre de 1941 (83 años) es una taxónoma, bióloga, conservadora, profesora y botánica mexicana.
Desarrolla actividades académicas en el Laboratorio de Botánica Fanerogámica, Departamento de Botánica, Escuela Nacional de Ciencias Biológicas, Instituto Politécnico Nacional, México.
Es autora en la identificación y nombramiento de nuevas especies para la ciencia, a abril de 2016, posee nueve registros de especies nuevas para la ciencia, especialmente de la familia Clusiaceae, y con énfasis del género Hypericum (véase más abajo el vínculo a IPNI).

## Algunas publicaciones
- adela Rodríguez-Jiménez, concepción Rodríguez-Jiménez, maría de la luz Arreguín-Sánchez, rafael Fernández-Nava. 2008. Plantas vasculares endémicas de la Cuenca del río Balsas, México. Polibotánica 20: 73 - 99 ISSN 1405-2768

- norma estela Hurtado Rico, concepción Rodríguez Jiménez, abigail Aguilar Contreras. 2006. Estudio cualitativo y cuantitativo de la flora medicinal del municipio de Copándaro de Galeana, Michoacán, México. Polibotánica 22: 21 - 50.

- rafael Fernández Nava, m.l. Arreguín-Sánchez, concepción Rodríguez Jiménez, adela Rodríguez Jiménez. 2000. Flora y vegetación de la Cuenca del Río Balsas, Oaxaca, México. Simposio sobre Biodiversidad en Oaxaca: Un enfoque hacia la conservación de áreas prioritarias. 13-15 de septiembre. Centro Interdisciplinario de Investigación para el Desarrollo Integral Regional de Oaxaca. Sta. Cruz, Xoxocotlán, Oaxaca. 13 p.

- rafael Fernández Nava, concepción Rodríguez Jiménez, maria de la luz Arreguín-Sánchez, adela Rodríguez Jiménez. 1998. Listado florístico de la cuenca del río Balsas, México Archivado el 17 de mayo de 2017 en Wayback Machine.. Polibotánica 9: 1-151.

- maría de la luz Arreguín-Sánchez, rafael Fernández–Nava, concepción Rodríguez Jiménez, adela Rodríguez Jiménez. 1996. Pteridófitas en el Estado de Querétano, México, y su ubicación ecológica. Pteridofitas Qro. 3: 82-92, ISSN 1405-2768

### Cap. de libros
- g.c. Rzedowski, de, j. Rzedowski y colaboradores. 2005. Flora fanerogámica del Valle de México. 2ª ed. 1ª reimp. Instituto de Ecología, A.C. y Comisión Nacional para el Conocimiento y Uso de la Biodiversidad, Pátzcuaro, Michoacán, 1.406 p.
  - Guttiferae, Scrophulariaceae, Orobanchaceae, Cucurbitaceae.

## Honores

### Membresías
- Sociedad Botánica de México.
- International Association for Plant Taxonomy (IAPT).
- American Society of Plant Taxonomists (ASPT).

- La abreviatura «C.Rodr.Jim.» se emplea para indicar a Concepción Rodríguez Jiménez como autoridad en la descripción y clasificación científica de los vegetales.[8]